# Гней Сервілій Цепіон (консул 141 року до н. е.)
Гней Серві́лій Цепіо́н (лат. Gnaeus Servilius Caepio; II століття до н. е.) — політичний, державний і військовий діяч Римської республіки, консул 141 року до н. е.

## Біографія
Походив з найстарішого давньоримського патриціанського роду Сервіліїв, його гілки Цепіонів. Син Гнея Сервілія Цепіона, консула 169 року до н. е., молодший брат Квінта Фабія Максима Сервіліана, усиновленого Фабіями, старший брат Квінта, консула 140 року до н. е.
Не пізніше 144 року до н. е. був претором, а перша письмова згадка про нього стосується його консульства у 141 році до н. е., коли його обрано разом з Квінтом Помпеєм. Гней Сервілій провів розслідування стосовно зловживань сенатора Луція Гостілія Тубула, якого було засуджено і відправлено у вигнання. Гнею Сервілію призначили провінцією Італію. Можливо він командував римськими військами в Македонії, коли їх розбили скордіски.
У 125 році до н. е. його обрано цензором разом з Луцієм Кассієм Лонгіном Равіллою. Вони закінчили будівництво акведука Aqua Tepula, що проводив до Капітолія воду з Альбанських гір. Також вони винесли осуд Марку Емілію Лепіду Порціні за надмірно розкішний будинок, хоча надалі Гай Веллей Патеркул записав цей випадок як приклад еволюції моралі, маючи на увазі, що вже за часів ранньої Римської імперії навряд чи будь хто вважав би, що власник такого невиразного будинку є сенатором.
З того часу про подальшу долю Гнея Сервілія Цепіона згадок немає.

## Сім'я
Ймовірно його сином був Гней Сервілій Цепіон, квестор, який загинув у 104 році до н. е. під час кораблетрощі. Можливо його онукою була дружина Аппія Клавдія Пульхра, консула 54 року до н. е., яка ймовірно була дочкою Гнея Сервілія Цепіона молодшого.